# 하태경
하태경(河泰慶, 1968년 4월 26일~)은 대한민국의 정치인이다. 제19·20·21대 국회의원이다.

## 생애
1968년 부산직할시 동구에서 출생하였다. 1986년에 하태경은 서울대 물리학과에 입학하여 1990년에 학사 학위를 취득하였다. 대학교에 입학한 후 전두환 정부 집권기를 겪으며 학생운동에 뛰어들게 되었다. 1991년에는 전국대학생대표자협의회 조국통일위원회 간부로 활동하는 등 NL계 학생운동을 하다 국가보안법 위반으로 인하여 징역 2년형을 선고받고 병역을 면제받았다. 1993년에서 목포교도소에서 출소한 이후에도 문익환 목사가 주도했던 《통일맞이》의 정책연구원으로 들어가 임수경, 임종석 등과 함께 친분을 유지해 왔다.
중화인민공화국에서 탈북자들을 돕는 과정에서 수많은 북한 주민들이 굶어 죽는 모습과 고문을 받는 모습을 직접 목격하면서 북한 민주화 운동가로 전향한 후, 대북 민간 방송의 필요성을 절감하고 미국 정부와 의회에 호소하여 자금 60만 달러를 유치하는데 성공하였다. 2005년 12월 8일에 열린북한방송을 개국하고 러시아와 미국의 단파채널을 임차해 방송을 시작했다. 열린북한방송을 운영하며 북한의 주민들에게 외부의 소식을 전하고 북한 내부에 민주화의 씨앗을 싹 틔우는 역할을 해 왔으며, 2011년에는 이러한 활동을 인정받아 국가인권위원회로부터 대한민국 정부가 주는 최고 인권상인 대한민국인권상을 수상하기도 했다. 국제적 활동에도 앞장서 2011년 9월 '북한 반인도범죄 철폐를 위한 국제연대'(약칭 ICNK)를 결성했다.2011년 10월에 한나라당의 입당제의를 받고 입당하였다. 이듬해 실시된 제19대 총선에 새누리당 소속으로 출마하여 해운대구·기장군 을에서 당선되며 국회에 입성하였다. 현재 제 20대 총선에서 해운대갑에 출마하여 당선되었다.
박근혜-최순실 게이트 이후 새누리당을 탈당해서 바른정당으로 갔다. 바른정당 의원으로 있으면서 자유한국당과 홍준표 대표를 향해 "종북몰이하는 극우 정당은 해산해야 한다", "국민을 향해 막말로 총질한다"며 강하게 비판하는 행보를 보였으며, 바른정당이 통합파와 자강파로 분열될 때 자강파에 속하면서 개혁보수를 강하게 주장하였다. 김세연 의원의 바른정당 탈당 이후 하 의원은 PK의 유일한 바른정당 소속 의원이 되었다.
이후 바른미래당 9 · 2 전당대회에 출마했고, 22.86%의 득표율로 2위를 차지해 최고위원에 당선되었다.
2019년 12월 8일, 바른미래당 비당권파가 결성한 변화와 혁신(새로운보수당) 창당준비위원장으로 추대되었다.
2020년 새로운보수당이 자유한국당 등과 합당하면서 미래통합당으로 통합됨에 따라 미래통합당에 합류했다. 대한민국 제21대 국회의원 선거에서 해운대구 갑 선거구에 출마해 당선되며 3선에 성공했다.

## 학력
- 반송국민학교 졸업
- 반송중학교 졸업
- 브니엘고등학교 졸업
- 서울대학교 자연과학대학 물리학 학사
- 고려대학교 국제대학원 국제통상협력학 석사
- 중국 지린대학 대학원 세계경제학 박사

## 경력
- 1993년~1994년: 통일맞이 연구원
- 1998년: 미국 미시간 주립 대학교 객원연구원
- 2002년~2005년: SK텔레콤 동북아협력팀, 경영경제연구소 수석연구원
- 2005년: 미국 워싱턴 국제민주주의연구소 객원연구원
- 2005년~2012년 4월: (사)열린북한방송 대표
- 2009년 10월~2012년 4월: 민주평화통일자문회의 자문위원
- 2012년 4월 11일: 대한민국 제19대 국회의원 선거 당선(부산 해운대구·기장군 을, 새누리당, 초선)
- 2012년 5월~2016년 5월: 새누리당 부산광역시당 해운대구·기장군 을 당원협의회 위원장
- 2012년 6월~2014년 6월: 새누리당 북한인권및탈북자납북자위원회 위원장
- 2012년 10월~2012년 12월: 새누리당 대한민국대통합위원회 실무총괄간사
- 2014년 9월: 새누리당 보수혁신특별위원회 위원
- 2016년 4월 13일: 대한민국 제20대 국회의원 선거 당선(부산 해운대구 갑, 새누리당, 재선)
- 2016년 5월: 새누리당 부산광역시당 혁신위원회 혁신위원장
- 2016년 5월~2016년 12월: 새누리당 부산광역시당 해운대구 갑 당원협의회 위원장
- 2016년 11월: 박근혜 정부의 최순실 등 민간인에 의한 국정농단 의혹사건 진상규명을 위한 국정조사특별위원회 위원
- 2017년 2월~2018년 2월: 바른정당 부산광역시당 위원장
- 2017년 3월: 바른정당 정책위원회 부의장
- 2017년 5월: 제19대 대통령 선거 바른정당 유승민 대통령 후보 중앙선거대책위원회 후보검증특별위원회 부위원장
- 2017년 6월~2018년 2월: 바른정당 최고의원
- 2018년 2월~2018년 6월: 바른미래당 최고위원
- 2018년 9월~2020년 1월: 바른미래당 최고위원
- 바른미래당 부산시당위원장
- 2020년 1월~2020년 2월: 새로운보수당 책임대표 및 공동대표
- 2020년 3월~2020년 4월: 제21대 국회의원 선거 미래통합당 부산광역시당 2020 통합 선거책위위원회 공동선거대책본부장
- 2020년 4월 15일: 대한민국 제21대 국회의원 선거 당선(부산 해운대구 갑, 미래통합당, 3선)
- 2020년 5월~2020년 9월: 미래통합당 부산광역시당 위원장
- 2020년 5월~2020년 9월: 미래통합당 부산광역시당 해운대구 갑 당원협의회 위원장
- 2020년 7월~2020년 9월: 미래통합당 인천국제공항 공정채용 태스크포스 위원장
- 2020년 9월~2021년 7월: 국민의힘 부산광역시당 위원장
- 2020년 9월~2024년 1월: 국민의힘 부산광역시당 해운대구 갑 당원협의회 위원장
- 2020년 9월: 국민의힘 인천국제공항 공정채용 태스크포스 위원장
- 2020년 9월: 국민의힘 호남 동행 국회의원 발대식 명예의원(광주광역시)
- 2020년 9월: 국민의힘 북한의 우리 국민 사살·화형 만행 진상조사 태스크포스 위원
- 2020년 12월~2021년 3월: 국민의힘 2021년 재보궐선거 공약개발단 지역공약 개발단 부산팀 위원장
- 2021년 3월~2021년 4월: 국민의힘 부산광역시당 2021년 재보궐선거 부산광역시장 보궐선거 선거대책위원회 총괄본부장
- 2021년 4월~2021년 5월: 부산미래혁신위원회 위원장
- 2022년 1월~2022년 3월: 국민의힘 제20대 대통령 선거 부산 살리는 선거대책위원회 선거대책위원장단 공동선거대책위원장 겸 선거대책본부 부산 인재영입위원장
- 2022년 1월~2022년 3월: 국민의힘 제20대 대통령 선거 정책본부 게임특별위원장
- 2022년 5월~2022년 6월: 국민의힘 제8회 전국동시지방선거 부산 선거대책위원회 공동선대위원장
- 2022년 6월~2022년 7월: 국민의힘 해수부 공무원 피격사건 진상조사 TF 위원장
- 2023년 5월~2024년 4월: 국민의힘 북한인권및탈북자납북자위원회 위원장
- 2023년 5월~2023년 8월: 국민의힘 시민사회 선진화 특별위원회 위원장
- 2024년 1월~2024년 3월: 대한민국 제22대 국회의원 선거 서울 중구·성동구 을 국민의힘 국회의원 예비후보
- 2024년 9월~: 제19대 보험연수원 원장
- 2024년 9월~: 대통령 직속위원회 국가인공지능위원회 위촉직 위원

## 의정 활동
- 2012년 5월~2016년 5월: 제19대 국회의원(부산 해운대구·기장군 을, 새누리당, 초선)
  - 2013년 3월~2014년 5월: 제19대 국회 농림축산식품해양수산위원회 위원
  - 2013년 7월: 제19대 국회 동북아역사왜곡대책 특별위원회 위원
  - 2014년 6월~2016년 5월: 제19대 국회 후반기 국토교통위원회 위원
  - 2015년 1월: 제19대 국회 서민주거복지 특별위원회 위원
- 2016년 5월~2020년 5월: 제20대 국회의원(부산 해운대구 갑, 새누리당→무소속→바른정당→바른미래당→무소속→새로운보수당→미래통합당, 재선)
  - 2016년 6월~2017년 11월: 제20대 국회 전반기 환경노동위원회 간사
  - 2017년 11월~2018년 2월: 제20대 국회 전반기 환경노동위원회 위원
  - 2018년 2월~2018년 5월: 제20대 국회 전반기 환경노동위원회 간사
  - 2016년 6월~2018년 5월: 제20대 국회 전반기 예산결산특별위원회 위원
  - 2016년 7월: 제20대 국회 가습기살균제국정조사특별위원회 위원
  - 2017년 6월~2017년 12월: 제20대 국회 헌법개정특별위원회 간사
  - 2018년 7월~2020년 5월: 제20대 국회 후반기 국방위원회 간사
  - 2018년 12월~2020년 5월: 제20대 국회 공공부문 채용비리 의혹과 관련된 국정조사특별위원회 위원
  - 2019년 10월~2020년 5월: 제20대 국회 후반기 운영위원회 위원
- 2020년 5월~2024년 5월: 제21대 국회의원(부산 해운대구 갑, 미래통합당→국민의힘, 3선)
  - 2020년 7월~2022년 5월: 제21대 국회 전반기 정보위원회 간사
  - 2020년 7월~2022년 5월: 제21대 국회 전반기 국방위원회 위원
  - 2020년 7월~2024년 5월: 한중차세대리더포럼 대표의원
  - 2020년 7월~2024년 5월: 국회인권포럼 공동대표의원
  - 2020년 9월~2022년 5월: 제21대 국회 전반기 정보위원회 법안심사소위원회 위원
  - 2020년 9월: 제21대 국회 전반기 정보위원회 예산결산심사소위원회 위원장
  - 제21대 국회 전반기 정보위원회 예산결산심사소위원회 위원
  - 2022년 7월 ~ 2024년 5월: 제21대 국회 후반기 외교통일위원회 위원
    - 제21대 국회 후반기 외교통일위원회 법안심사소위원회 위원

## 전과
- 국가보안법위반(기타): 징역 1년 집행유예 2년, 자격정지 1년 - 1989년 9월 11일 선고[14]
- 국가보안법위반(기타): 징역 2년, 자격정지 2년 - 1991년 12월 30일 선고, 1995년 8월 15일 특별복권[14]

## 주요 활동

### 북한인권조사위원회(COI) 설립 주도
하태경은 북한인권 개선을 위한 활동에 UN에 참여하고 있는 모든 국가가 동참할 것을 촉구하기 위해 2000년부터 당시 유엔인권위원회(UN Human Rights Commission, 현 유엔인권이사회)의 각국 대표들, NGO들과 만나 유엔인권특별보고관(UN Special Rappoteur on NK Human Rights) 도입을 촉구하는 활동을 해 왔으며, 2009년부터는 북한인권조사위원회 설립을 위해 유엔인권이사회(UN Human Rights Council) 회원국을 상대로 한 설득 작업을 진행해 왔다.
2004년 처음 임명된 유엔인권특별보고관은 2005년부터 매년 북한인권 특별보고관 보고서를 제출해왔으나, 이 보고서가 북한인권침해 실태만을 대략적으로 파악하는 수준에 그쳤기에, 북한인권 문제를 보다 구체적이고 심도 있게 조사 및 기록해야 할 필요성이 점차 부각됨에 따라,

 하태경은 2009년부터 북한인권침해 실태 파악을 넘어서는 북한의 반인도 범죄자를 국제사법재판소(ICC)에 제소할 수 있는 근거를 마련하는 데 결정적 기여를 하게 될 북한인권조사위원회의 설립을 촉구하는 활동을 시작하였다.
2009년 11월 런던 소재 영국정부와 의회, 브뤼셀의 EU, 헤이그의 국제형사재판소를 방문하여 COI의 필요성을 설명하고, 2010년 5월에는 서울에서 노르웨이의 본데빅 전 총리, 김영삼 전 대통령 등을 초청하여 국제회의를 개최했다. 2010년 9월에는 다시 브뤼셀의 벨기에 정부, 독일 정부, 프랑스 정부를 방문하여 COI 설립의 동의를 받아냈고 2011년 한 번 더 유럽의 독일, 영국, 체코를 방문하여 COI 설립 지지를 이끌어내는 활동들을 전개하였다.

또한, 하태경은 COI 설립의 결정적 모멘텀을 제공하게 될 북한반인도범죄철폐국제연대(ICNK) 창립에서도 미국의 Human Rights Watch, 영국의 세계기독연대(Christian Sloidarity Worldwide)와 함께 주도적 역할을 담당하였다.
북한반인도범죄철폐국제연대(ICNK)는 유엔 내에 북한 반인도범죄 조사위원회의 설립을 목적으로 전세계 40여 개 이상의 인권단체들과 개인 활동가들로 구성된 국제연대이다.
2013년 3월 21일 스위스 제네바에서 열린 유엔 인권이사회(UNHRC: United Nations Human Rights Council) 제22차 회의에서 이사국의 만장일치로 채택된 결의안을 바탕으로 구성된 북한의 인권 문제를 조사하기 위한 유엔 차원의 공식기구인 북한인권조사위원회는 1년간의 북한 인권 조사 활동을 통해 작성한 보고서를 2014년 2월17일 공식 발표하며 북한 인권범죄의 '책임자'를 국제사법재판소(ICC)에 회부토록 권고 하였으며, 유엔 인권이사회는 스위스 제네바에 위치한 유럽 유엔본부에서 83개 회원국이 참가한 가운데 북한의 전반적 인권상황을 점검했던 2014년 5월 1일 '보편적 정례인권검토'(UPR) 실무회의 내용을 기초로 작성된 268개 권고를 담은 보고서를 2014년 5월 6일 회의에 상정하고 회원국들의 검토를 거쳐 북한에 대한 보편적 정례인권검토(UPR) 보고서를 최종 확정했다. 이 보고서에 대해 북한은 83개 권고안에 대해서는 거부를, 185개 권고안에 대해서는 2014년 9월 유엔인권이사회 회의 전까지 답변하기로 했다.

### 천안함 함대 이외수 강연 비판
진짜 사나이의 이외수 출연 논란은 2013년 11월 20일 새누리당 하태경의 공식 논평이 발단이 되었다. 하태경은 이외수가 '천안함 함대'의 상징을 가지고 있는 해군 제2함대에서 강연한 사실을 비난하며 "이외수는 지난 2010년 트위터에 천안함 사태를 소설과 비유했다. 그 글이 '천안함 폭침은 북한의 소행'이라는 정부 발표를 겨냥한 것이라는 걸 누구나 짐작할 수 있다"고 목소리를 높였다. 이어 '진짜 사나이' 제작진에게 방송 중지를 요청했고, 국방부와 함께 사과할 것을 요구했다.
이에 대해 이외수는 트위터에 "의원님, 군대 안 가려고 국적 포기한 고위층 자녀들보다 황당하겠습니까. 저는 그래도 병역은 필했습니다"는 글을 올려 반발했지만, 제작진은 결국 하태경의 뜻에 따라 강연을 통편집하기로 결정하였다.
'진짜 사나이' 제작진은 같은 달 22일 이외수의 촬영분을 편집하기로 결정하고 "천안함 사태로 전사한 장병과 유가족에게 죄송하다"는 성명을 발표했다. 제작진은 성명에서 "의도치 않게 논란이 커지는 것 같아 이런 결정을 내렸다"며 통편집 배경을 밝혔지만, 일각에서는 방송가까지 정치적 압력이 손을 뻗친 것이라며 부정적인 견해를 보였다.

### 이석기 관련 발언
하태경은 2012년 3월 28일 평화방송 <열린세상 오늘>에 출연, 통합진보당 비례대표 2번을 받은 이석기 후보는 과거 북한의 지하조직 민혁당 경기남부위원장 출신이라고 주장했다. 특히, 그는 "이석기 후보의 경우, 법원 판결로 공개됐기에 말할 수 있다"고 말했다.하태경은 통합진보당 비례대표 2번인 이석기 후보에게 과거 경력에 대해 어떻게 생각하는지 떳떳하게 공개하라고 주장했다. 하지만 이에 대해 통합진보당은 이날 오후 논평을 통해 "2005년 8월 국방부 기무사가 이석기 후보에 대해 '북의 공작원, 간첩'이라는 허위사실을 공표한 바 있는데 이와 관련된 소송에서 이석기 후보가 승소한 바 있다"고 반박했다. 우 대변인은 "당시 법원은 '보안사범이라 할지라도 북과의 연계가 연락이 없는 자를 북의 공작원, 간첩이라고 공표하는 것은 명백한 허위사실이며 명예훼손'이라고 밝혔다"며 "이 후보 등을 북한과 직접적으로 연계된 것처럼 발언한 하 후보나 하 후보의 발언을 교묘하게 각색해 이 후보를 '북 지하조직원'으로 날조한 조선일보는 이에 대한 법적 처벌을 감수해야 할 것"이라고 경고했다. 하태경이 주장한 민혁당 판결문에 따르면 이석기는 과거 국가보안법 위반으로 징역 2년 6개월을 선고받았다. 반국가단체의 간부로서 김일성 생일을 축하하는 유인물을 전국 대학가에 뿌리고, 북한의 사상을 그대로 따른 강령으로 활동해 왔다. 재판 당시 이 후보를 변호했던 이는 이정희 통합진보당 공동대표의 남편 심재환 변호사로 알려졌다. 이후 이석기는 국정원에 의해 북한을 추종하는 지하혁명조직 RO를 결성하여 경찰서, 지구대나 무기고, 통신.유류시설 등 국가기간 시설을 파괴하는 등 대한민국 국가전복 및 내란을 모의한 혐의가 드러났으며, 국회의 체포동의안이 가결되면서 구속되었다. 이 사건은 RO의 내부고발자에 의해 드러났으며 제보자는 법원에서 RO가 북한과 연계돼 있고 이석기 의원이 RO의 총책이라고 주장했다. 하태경은 이석기의 구속에 대해 이석기 그룹이 통일부, 노동부, 농림부 장관등을 맡고 청와대에 진출했다면, 북한은 자신의 추종그룹이 정권에 진출한 것을 믿고 남침을 할 수도 있었다면서, 이들이 과대망상에 불과한 것이 아니냐는 지적에 대해 극소수 테러집단이 위험한 이유는 자신들끼리 똘똘 뭉치는 광신도 집단이기 때문이라고 말했다.

### NLL 대화록 공개 비난
국회 외유 과정 중인 2013년 6월 27일 페이스북에 "회담내용 공개에 찬성하셨던 분들 우리가 정말 무슨 짓을 저지르고 있는지 다시 한번 곱씹어 보시기 바랍니다"라고 말했다. 그는 6월 24일에도 페이스북에 "만약 국정원 직원이 명예를 가장 소중하게 생각한다면 이 나라는 개판이 될 것이다"라면서 "국정원이 정치적 이익을 위해 기밀문서를 야당에 넘기고 조직의 명예를 국가 안보보다 중시하는 것이 개탄스럽다"며 국정원 개혁을 주장했다. 또 그는 2011년 6월 1일 북한이 남북한 비밀접촉 내용을 공개했을 때 우리 정부가 북한을 비난한 것을 상기시키며 "그러던 한국이 이번 공개를 북한과 협의 없이 일방적으로 공개했다"고 비난했다. 또 그는 "회의록 공개가 국익과 국격을 상당히 훼손하는 것이라며 새누리당과 대통령이 공개를 막았어야 했다"며 "정상회담에서는 온갖 비밀스런 이야기를 해야 하는데 이번 공개로 상당히 외교 후진국이 됐다"고 했다. 그의 기회주의적 행적 때문에 아직까지도 중도보수 국민들로부터 주사파 핵심이었던 인물이 자신의 정치 성향을 숨기고 위장하고 있다는 의심을 받고 있다.
하태경 의원이 NLL 대화록 공개에 합의한 여야를 비판하고 있는 것과 관련해 2013년 7월 김진태 새누리당 의원은 자신의 페이스북을 통해 "하태경 의원! 또 다시 뒤에서 아군에게 총질인가?"이라는 글에서 하태경 의원에게 "NLL 포기를 인정하지 못하겠다면 국어부터 다시 배워라. 그래도 인정하지 못하겠다면 내가 정상회담록 원본을 직접 확인해 보고 나서 설명해 주겠다"며 "당내에서 의견의 다양성을 앞세워 분란을 일으키지 말고 탈당부터 하는 게 순리라고 본다"고 비판했다.

### 임을 위한 행진곡 관련 발언
2013년 5월 6일 『임을 위한 행진곡』을 국가행사에서 불러야 한다고 주장했다.

### 종북 관련 발언
- 하태경은 2013년 4월 5일 "우리민족끼리 가입하면 다 종북으로 보는 것은 오산"이라고 주장했다.[46] 2013년 7월 4일 종북 개념은 국가보안법 위반에 한정해야 한다고 주장했다.
- 2015년 3월 SNS에서 미국 대사를 피습한 김기종의 변호를 맡은 변호사를 놓고 "김기종의 변호사는 민변 소속인데 머릿속은 '북변'"이라며, "민주변호가 아니고 북한 변호라는 거죠. 민변 안에 북변인 분들 꽤 있죠"라는 글을 써서 민변은 김기종 씨의 변호인이 민변 회원이 아니라고 밝혔지만, 하태경의 언급은 종합편성채널 등을 통해 사실인 것처럼 그대로 보도됐다. 이에 민변은 하태경이 '종북몰이'를 위해 허위사실을 유포하고 명예를 훼손했다며 2천만 원의 손해배상을 청구하는 소송을 냈지만 하태경 측은 재판에서 민변 자체가 종북이란 의미가 아니라 민변이 일부 '종북' 변호사들과 단절해야 한다는 취지로 말한 것이며, 민변 단체에 대한 명예훼손성 발언이 아니라고 주장하여 서울중앙지법 민사43단독(양환승 판사)에 의하여 받아들여졌다.[47]

### 국회 가습기살균제특별위원회 활동
2016년 7월 발족된 <가습기살균제 사고 진상규명과 피해구제 및 재발방지 대책 마련을 위한 국정조사특별위원회> 위원으로 활약했다. 하태경 의원은 피해 신청자의 질환력(疾患歷) 분석을 위한 과거 질병 자료의 확보가 시급하다며 국민건강보험공단과 건강보험심사평가원이 보유한 의무보존기간이 경과한 의료 기록물의 폐기를 잠정 중단할 것을 요청한 바 있다. 2017년 7월 26일 모기살충제 '홈키파'로 유명한 독일 생활화학제품회사 <헨켈홈케어코리아>가 <가습기 한번에 싹>이라는 가습기살균제의 제조·판매 사실을 은폐했다는 것을 밝혀냈다. 이 제품은 2011년 11월 실시된 식품의약품안전처의 전수조사에서도 모니터링되지 않은 제품으로 논란이 불러 일으켰다. 또 이 사건을 키운 옥시레킷벤키저社와 같은 외국계 회사라는 점에서 커다란 도덕적 치명상을 입히기도 했다. 하태경 의원은 최초 헨켈의 가습기살균제 제조 사실을 파악하고 제품 성분, 제조량, 유통량, 판매량 등 세부 내역을 요청했으나 헨켈 측은 "2011년에 단종된 제품으로 단종 제품이었기 때문에 2011년 가습기살균제 사태 당시 자사가 제조한 적이 있다는 사실을 인지하지 못했다"며 "제품의 MSDS(물질안전보건자료)를 분실한 상태라 독성 성분이 들어 있었는지 여부도 알려줄 수 없다"고 발뺌했다. 그러나 하태경 의원은 후속 보도자료에서 '헨켈이 의원실에 제출한 가습기살균제 제품 기획서의 문서 파일의 디지털 정보가 2016년 5월 26일로 기록된 경위를 따져묻는 과정에서 헨켈 아시아지역준법담당 전무이사가 스스로 밝혔다'면서 '본 의원실이 지난 7월 가습기 살균제 관련 자료를 요구하기 이전에 헨켈은 이미 대책회의를 진행했던 것'이라고 밝혔다.

### 윤창호법 대표발의
고려대 세종분교에서 고려대 서울본교로 소속변경한 현역병이 휴가중인 2018년에 음주교통사고로 사망한 윤창호 사건 이후 음주운전 처벌 강화를 골자로 한 '윤창호법'을 대표발의했으며, 해당 법안에는 103명의 국회의원이 공동참여했다. 윤창호법은 '도로교통법 일부개정안'과 '특정범죄 가중처벌 등에 관한 법률 일부개정안'으로 구성되어 있다. '도로교통법 일부개정안'은 음주운전 가중처벌의 기준을 '3회 위반 시 가중처벌'에서 '2회 위반 시 가중처벌'로 강화하고, 음주수치 기준을 '최저 0.05% 이상～최고 0.2% 이상'에서 '최저 0.03% 이상～최고 0.13% 이상'으로 엄격히 하는 것이다. '특정범죄 가중처벌 등에 관한 법률 일부개정안'은 음주운전으로 인해 사망자가 발생할 경우 음주운전자를 살인죄처럼 처벌한다는 내용이다.
2018년 11월 29일, 2개의 법안 중 '특정범죄 가중처벌 등에 관한 법률 일부개정안'은 국회 본회의에서 재석 250명 중 찬성 248명, 기권 2명으로 가결처리됐다. 다만 원안은 '음주운전으로 사람을 숨지게 할 경우 5년 이상의 징역'이었으나, 법제사법위원회 논의 과정에서 '3년 이상의 징역'으로 변경되었다. 해당 법은 2018년 12월 18일부터 시행되었다.
2018년 12월 7일, 또 다른 법안인 '도로교통법 일부개정안'은 재석 의원 158명 가운데 찬성 143명, 반대 1명, 기권 14명으로 본회의를 통과했다. 해당 법안은 공포 후 6개월 뒤부터 시행된다.

### 워마드 비판
남성혐오 사이트인 워마드에 대해 "경찰은 워마드를 범죄단체로 지정하고 운영자를 공개수배해야 한다", "워마드란 여성 테러리스트 집단이 흉악무도한 테러 공포를 조장하고 있다", "진선미 여성가족부 장관은 워마드를 없애든지 여가부를 없애든지 둘 중 하나의 결단을 내려야 한다" 등의 비판을 쏟아냈다. 같은 당의 이준석 최고위원 또한 비슷한 비판을 한 바 있다. 한 정당에서 복수의 최고위원들이 특정 인터넷 커뮤니티를 향해 집중적으로 공격하는 일은 이례적인 일로 평가된다. 이로 인해 워마드는 "20대 남성 (표심을) 마케팅하고 여성혐오에 기름 붓는 하태경·이준석이 있는 바른미래당 보이콧에 들어가자"며 두 최고위원에 대해 비방과 '문자 테러'를 하였다.

### 부정선거 음모론 비판
미래통합당 소속 제20대 국회의원을 역임했던 민경욱은 제21대 국회의원 선거에서 인천 연수구 을 지역에 출마했으나 더불어민주당의 정일영 후보에게 패배하여 낙선했다. 그러나 신혜식(신의한수), 김세의, 강용석(가로세로연구소), 공병호(공병호TV)를 비롯한 보수주의 성향의 유튜브 채널 등에서 선거 조작 음모론을 제기했고 민경욱도 이에 동조하게 된다.
민경욱은 2020년 5월 21일에 올라온 페이스북 게시글을 통해 "나는 부정 선거에 가담한 프로그래머가 숨겨놓은 암호와 같은 숫자들의 조합을 찾아냈다. 16개의 숫자 배열을 이진법으로 변환하고 앞에 0을 붙여서 변환했더니 'Follow the Party'(팔로우 더 파티)라는 문장이 나왔다. 이 문장은 "영원히 당과 함께 간다"라는 중국 공산당의 구호인 '용위엔껀당조우'(중국어 간체자: 永远跟党走, 정체자: 永遠跟黨走, 병음: Yǒngyuǎn gēn dǎng zǒu 융위안건당쩌우[*], 한자음: 영원근당주)와 비슷한데 '영원'이라는 말을 뜻을 빼고 영어로 변환하면 'Follow the Party'라는 문장이 된다."라면서 문재인 정부가 중국 정부와 내통해서 선거를 조작했다고 주장했다. 이에 하태경 미래통합당 의원은 2020년 5월 25일에 올라온 페이스북 게시글을 통해 민경욱을 향해 "민경욱은 신봉자들에게 주술 정치를 반복하고 괴담을 확산시키고 있다. 주술 정치를 반복하고 싶다면 'Leave the Party'(리브 더 파티, "당을 떠나라"는 뜻)하라."라고 응수했다. 여기에 하태경 의원은 2020년 5월 31일에 국회에서 열린 기자 회견을 통해 "민경욱은 선거 조작 주장을 내세웠을 뿐 중국 해커들이 대한민국 중앙선거관리위원회를 해킹했거나 악성 코드를 심었다는 증거를 제시하지 않았다. 민경욱의 이러한 주장은 대한민국이 좌우를 떠나 국제 망신을 당하는 현상을 만들고 있다."고 지적했다.
민경욱은 2020년 미국 대통령 선거에서 공화당 후보로 출마한 도널드 트럼프 대통령이 조 바이든 민주당 후보에게 패배하자 미국에서도 대한민국과 마찬가지로 부정 선거가 자행되었다고 주장했다. 이에 하태경 국민의힘 의원은 "2020년 미국 대통령 선거가 부정 선거라고 주장하는 민경욱 전 의원의 행동은 도를 넘었고 국익에 해를 끼치는 국제 망신이다. 국민의힘은 민경욱 전 의원을 제명해야 한다."고 지적했다.

## 논란

### 친일행위에 대한 입장 논란
하태경은 2005년 서울대학교 대학 동문 인터넷게시판에 '독도는 국제적 분쟁지역으로 공인돼 있다'는 글을 게재했으며 그로 인해 "독도가 우리나라 땅이라는 것을 인정하지 않고 국제 분쟁지역화하려는 일본 우익단체들의 술책에 동조했다"는 비판이 있다. 또한 2008년 대북 인터넷 매체인 데일리NK 칼럼에서 "일제시대 우리 조상은 일본 제국을 자신의 조국이라고 생각했을 가능성이 높았다고 생각한다"며 "조국이 일본이었다면 조국이 참가하는 전쟁에 조국을 응원하는 것은 정상참작의 사유가 되지 않을까"라는 등의 글을 적은 바 있다. 그는 〈친일인명사전 분명히 잘못됐다〉는 칼럼에서 “천황 찬양한 예술인까지 친일파로 분류하는 건 부적절” 하다는 주장을 펴기도 했다.
이 논란은 2012년 4월 6일 일제에 의해 피해를 입은 할머니들의 하태경의 국회의원 후보 사퇴를 요구하는 기자회견으로까지 논란이 확대되었다.
하태경은 독도관에 대해서는 "외국 사이트에 가보면 독도를 '분쟁지역'으로 표시한 곳도 많은 것이 현실"이라며 "독도가 대한민국 땅임을 확고히 하려면 국제사회에서 전략을 잘 짜서 대응해야 한다는 본래 취지가 왜곡 전달됐다"고 했다. 친일파 옹호에 대해서는 "내 주장의 요지는, 반드시 역사에 기록돼야 할 친일파와 그렇지 않은 당시 사람들은 구분해야 한다는 뜻"이라고 말했다. 하태경은 이후 오마이뉴스와의 인터뷰에서 2004년 일본 시마네현에서 '다케시마의 날'을 제정한 것 때문에 "독도가 분쟁지역으로 인식되는 만큼 전략을 잘 짜서 대처해야 한다는 취지의 글이었다"며 "선거기간 중 후보들이 이 문제를 집중제기했지만 (유권자들에게) 통하지 않았다"고 말했다. 전 세계 지도 가운데 독도를 대한민국 땅으로 표시한 지도는 1.5%밖에 안될만큼 국제사회는 독도가 한국 땅이란 점을 모른다고 밝히고 그런데 '분쟁지역으로 공인됐다'는 표현을 썼기 때문에 언론에서 '매국노다, 친일파다'고 몰아붙인 것이다"고 해명했다. 한편 하태경선거대책본부는 선기기간 중 일본은 독도침탈 중단하고 외교청서 폐기하라는 성명서를 내기도 했다. 성명에는 각국의 세계지도에 독도가 한국 영토로 표기된 사례가 전체 3380건 중 49건(1.5%)에 불과한 현실을 지적하며 외교적 노력을 주문했다.

### 선거조직 뒷거래 의혹
하태경의 의원의 지역구인 해운대기장군을 지역구가 인구초과로 20대 총선에서 기장군 지역구가 분구되게 되면서 하태경의원에게 기장군 지역의 조직관리가 필요없어 졌는데, 이 기장군의 조직을 기장 출마를 노리는 윤상직 산업통상자원부 장관에게 돈을 받고 넘기기로 한 의혹이 제기되었다. 윤상직 장관이 부산 기장군 지역 선거조직을 하태경 새누리당 의원으로부터 넘겨받는 대신 하 의원 후원회 계좌로 1000만여 원을 송금하기로 약속한 것으로 논란이 커지자 당사자들은 아이디어 차원이었다고 해명하였다.

### 입법로비 재판 옹호
박근혜 정부에서 야당 국회의원이던 신계륜 신학용 김재윤 안민석을 탄압할 목적으로 횡령 혐의를 받던 서울종합예술학교 이사장과 오산교통 사장을 연루 시켜 입법 로비 사건을 만든 사실이 청와대 민정수석 김영한 비망록 등에서 확인되며 "횡령액을 줄여주는 조건으로 "국회의원에게 돈을 줬다"는 진술을 유도한 공작이 확인됨에도 "김재윤은 정치적 타살"이라고 주장하는 안민석에게 하태경은 2021년 7월 1일 "김재윤 전 의원의 죽음이 최재형 탓이라는 민주당 주장이 전형적인 내로남불"이라고 하면서 "전직 의원의 죽음을 정치적으로 이용하지 말라"고 했더니 그날 밤에 "김재윤이 저주할 것이다"는 내용으로 문자메시지를 받은 사실을 공개하며 “안민석 의원이 한밤중에 저에게 저주성 협박문자 보냈다. ‘내로남불’이 DNA에 각인돼 지각능력과 윤리감수성마저 마비된 듯하다”고 하면서 “더구나 제가 협박문자에 대한 사과를 요구하자 재차 인격모독성 답장을 보냈다”며 “사과를 거부한 이상 이런 분이 계속 국회의원을 해도 좋은지, 국회 윤리위원회에 제소해 판단을 구하겠다”고 했다.

## 저서
- 《북한 인권실태와 북한인권운동의 쟁점 분석》, 자유기업원, 2009년 12월 20일
- 《만화 김정은》, 시대정신(한기홍) 2011년 1월 14일
- 《민주주의는 국경이 없다》, 글통, 2011년 9월 24일
- 《삐라에서 디도스까지》, 글통, 2013년 3월 30일

## 역대 선거 결과
|  | 44.80% |

|  | 51.75% |

|  | 59.47% |

## 소속 정당
| 소속 정당 | 소속 정당    | 소속 기간 | 비고      |
| --------- | ------------ | --------- | --------- |
|           | 한나라당     | 2011~2012 | 정계 입문 |
|           | 새누리당     | 2012~2016 | 당명 변경 |
|           | 무소속       | 2016~2017 | 탈당      |
|           | 바른정당     | 2017~2018 | 창당      |
|           | 바른미래당   | 2018~2019 | 합당      |
|           | 무소속       | 2019~2020 | 탈당      |
|           | 새로운보수당 | 2020      | 창당      |
|           | 미래통합당   | 2020      | 합당      |
|           | 국민의힘     | 2020~현재 | 당명 변경 |

## 같이 보기
- 조국통일범민족청년학생연합
- 대한민국의 뉴라이트
- 열린북한방송
- 해운대구·기장군 을
- 해운대구 갑
- 부산 해운대구의 국회의원
- 부산 기장군의 국회의원